# Lernanthropus pristipomoides
Lernanthropus pristipomoides is een eenoogkreeftjessoort uit de familie van de Lernanthropidae. De wetenschappelijke naam van de soort is voor het eerst geldig gepubliceerd in 1937 door Kirtisinghe.